# CFA франк
Вижте пояснителната страница за други значения на франк.
CFA франк (произнася се „сефа франк“, на френски – franc CFA) е валута, използвана в множество централноафрикански и западноафрикански страни, като има съответна разновидност за всеки от двата региона.
Съкращението CFA е означавало Colonies françaises d'Afrique  (френски африкански колонии) между 1945 и 1958 г., а от 1958 до началото на 1960-те години – Communauté française d'Afrique  („френска общност в Африка“).
След като всички страни в Африка придобиват независимост, значението на това съкращение се изменя отново. Днес то означава:
- в страните от Централна Африка (Габон, Камерун, Република Конго, Централноафриканска република, Чад и от 1984 г. Екваториална Гвинея) – Coopération financière en Afrique centrale („Финансово сътрудничество в Централна Африка“, а
- в страните от Западна Африка (Бенин, Буркина Фасо, Гвинея-Бисау, Кот д'Ивоар, Мали, Нигер, Сенегал, Того) – Communauté financière d'Afrique („Африканска финансова общност“).

Валутата е с фиксиран курс към френския франк до 1999 г. Днес курсът и на двата вида е фиксиран към еврото със следните обменни стойности:
- 100 CFA франка = 0,152449 евро;
- 1 евро = 655,957 CFA франка.

Особеност при търговията с CFA франковете е, че западноафриканският вариант не се приема в страни, в които се ползва централноафриканският вариант на валутата, и обратно.